# KrAZ Fiona

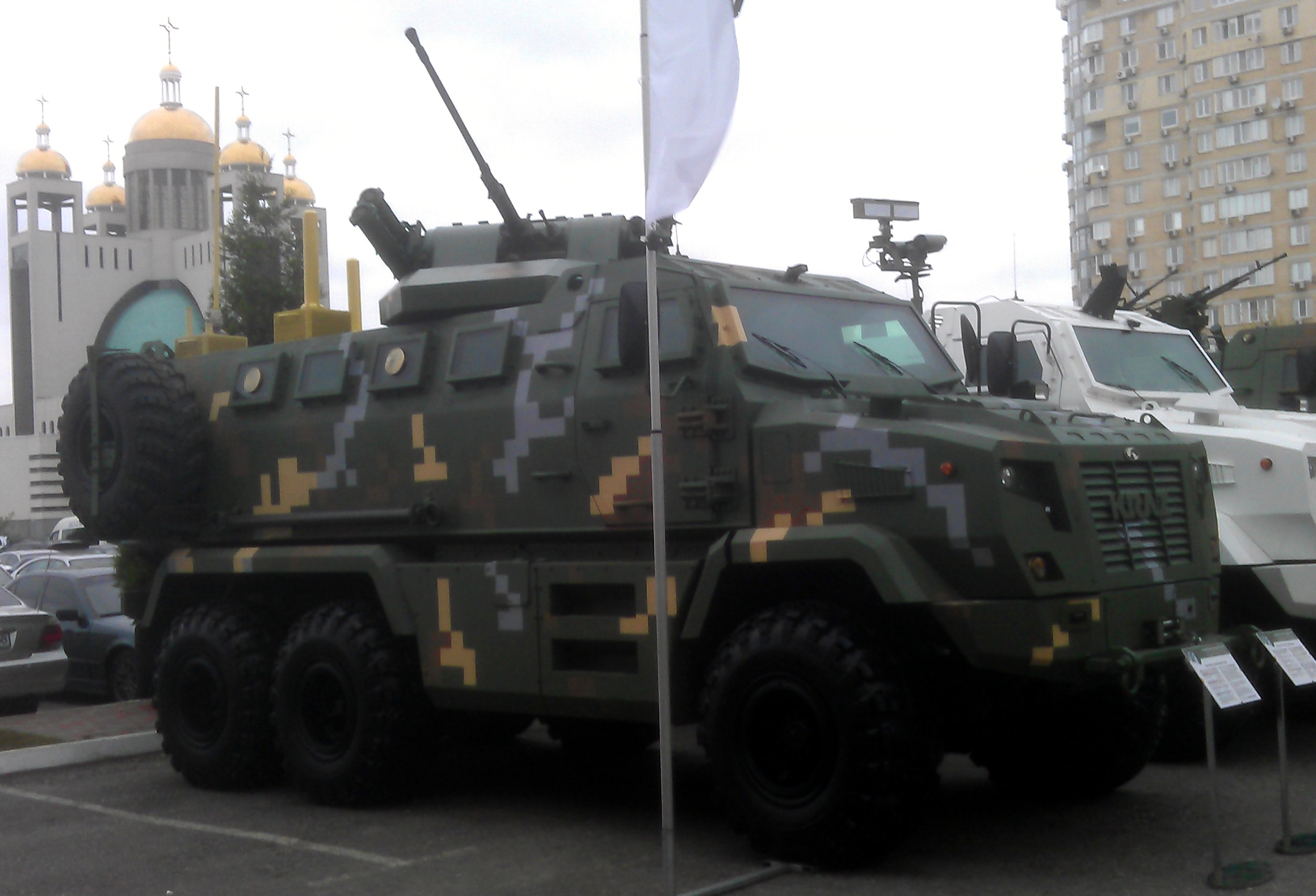
KrAZ Fiona с модулем «Шквал» (12 октября 2016)

KrAZ Fiona — бронемашина V-образным днищем, разработанная компанией «АвтоКрАЗ» совместно с канадской компанией Streit Group на шасси КрАЗ-6322.

## История
В начале октября 2014 года в «Сборнике научных трудов Национальной академии Национальной гвардии Украины» была опубликована статья с расчётом конструктивной схемы бронемашины с V-образным днищем на серийном шасси КрАЗ-6322, которая была предложена в качестве техники для подразделений Национальной гвардии Украины.
Демонстрационный образец бронемашины был представлен 22 февраля 2015 года на оружейной выставке «IDEX-2015».
В марте 2016 года бронемашина принимала участие в сравнительных испытаниях военной техники, проводимых государственным научно-испытательном центром вооружённых сил Украины на полигоне в Ровенской области.
11-14 октября 2016 года на проходившей в Киеве оружейной выставке «Зброя та безпека-2016» был показан вооружённый вариант бронемашины (с установленным на крыше десантного отсека боевым модулем «Шквал»).
В дальнейшем, бронемашина была включена в перечень продукции концерна "Укроборонпром" и предложена на экспорт государственной компанией «Спецтехноэкспорт».

## Описание
KrAZ Fiona имеет обычную компоновку с передним расположением двигателя, отделением управления в средней части машины, в кормовой части машины расположено десантное отделение.
Корпус бронемашины унифицирован с корпусом КрАЗ-Шрек, сварной, изготовлен из стальных броневых листов. Лобовое стекло пуленепробиваемое. В бортах боевого отделения имеется две двери для водителя и командира машины, в верхней части которых установлен пуленепробиваемый стеклоблок.
В верхней части бортов десантного отделения расположены закрытые заслонками амбразуры для ведения огня из стрелкового оружия (по две с каждой стороны). В корме корпуса находится подъёмная аппарель для посадки и высадки десанта.
Сиденья десанта выполнены складными, что позволяет использовать десантное отделение в качестве грузового отсека.
Имеется два топливных бака общей ёмкостью 250 или 280 литров.
- бронемашина может комплектоваться несколькими типами дизельных двигателей[6] мощностью 300 - 400 л. с.[1] (первая машина была выпущена с дизелем Cummins[5], ещё одна - с шестицилиндровым дизелем Caterpillar C9 Heavy Duty[2])
- 6-ступенчатая автоматическая коробка передач (Allison 4000[12] или Caterpillar CX28[2])
- сцепление MFZ-430, коробка передач Fast Gear[6]
- шины 1300х530-533 445/65R22,5[1][7], с внутренними пулестойкими вставками "Runflat system"[6]

Компоненты подвески усилены, чтобы компенсировать увеличившийся вес транспортного средства.
Предусмотрена возможность установки на бронемашину вооружения (в поворотной турели на крыше) и дополнительного оборудования (электрической лебёдки, поисковой фары-прожектора, видеокамеры заднего вида).

## Варианты и модификации
- KrAZ Fiona — бронемашина с усиленной противоминной защитой, разработанная компанией «АвтоКрАЗ» совместно с канадской компанией Streit Group[5];
- ASV Panthera 6X6 Krazz - вариант бронемашины с усиленной противоминной защитой на шасси КрАЗ-6322, представленный компанией «Ares Security Vehicles LLC» (Дубай, ОАЭ). Уровень защиты STANAG 4569 Level 1 (в этом варианте машина сохраняет грузоподъемность не менее 8 тонн), но может быть повышен до STANAG 4569 Level 3. Вместо индивидуальных сидений для десанта могут быть установлены скамьи. В отличие от бронемашины Fiona, в базовом исполнении на борта не установлены экраны для защиты топливного бака, также отсутствуют амбразуры в бортах[13].